# Acridity
Acridity war eine US-amerikanische Thrash-Metal-Band aus Victoria, Texas, die im Jahr 1987 gegründet wurde und sich um 1991 auflöste.

## Geschichte
Die Band wurde im August 1987 gegründet. Im Februar 1988 begab sich die Band ins Studio, um das erste Demo Countdown to Terror aufzunehmen, wobei die Band aus den beiden 17-jährigen Gitarristen Mel Langenberg und Anthony Pedone sowie dem 14-jährigen Schlagzeuger Mark Soto bestand. Die Band verwendete für ihre nächsten Aufnahmen das Titellied des ersten Demos sowie das Lied The Verdict erneut. Im Dezember desselben Jahres begab sich die Band in ein Tonstudio in Corpus Christi, um weitere Lieder aufzunehmen. Dort entstanden sieben weitere Lieder. Sechs der insgesamt neun Lieder wurden Anfang 1988 als Demo For Freedom I Cry veröffentlicht. Das Debütalbum mit demselben Namen folgte Mitte 1991 über Prophecy Records. Zudem war das Lied Whisper of Reality auf der Kompilation Voices of a Red God von Saturn Records enthalten. Anschließend verließ Bassist Mark Cox die Band. Als Keyboarder kam Coby Cardosa hinzu und Gitarrist Mel Langenberg wechselte zum Bass, ehe sich die Gruppe komplett auflöste.

## Stil
Die Band spielte klassischen Thrash Metal, wobei es schwer ist, das tatsächliche Talent der Mitglieder zu bewerten, da das einzige Album als „halbfertig“ („unfinished“) beschrieben wird.

## Diskografie
- 1988: Countdown to Terror (Demo, Eigenveröffentlichung)
- 1989: For Freedom I Cry (Demo, Eigenveröffentlichung)
- 1991: For Freedom I Cry (Album, Prophecy Records)